# Géza Faragó
Géza Faragó (né en 1877 à Budapest, mort en 1928 dans la même ville) est un peintre et un affichiste hongrois. On le rattache au courant de l'Art nouveau.

## Biographie
Géza Faragó naît en 1877 à Budapest. En 1898, il voyage à Paris où il est l'élève d'Alfons Mucha et de Filippo Colarossi. Une exposition lui est consacrée en Hongrie en 1900. Il effectue un autre voyage à Paris où il reste plusieurs années. De retour en Hongrie, il étudie auprès d'Adolf Fényes à Szolnok, puis auprès de Béla Iványi-Grünwald à Kecskemét. Il retourne ensuite à Budapest où il reste jusqu'à la fin de sa vie. De 1910 à 1915, il travaille en tant que décorateur au théâtre Király à Budapest. En 1914, il expose à Berlin. Plus tard, il travaille pour le studio UFA. Il monte deux autres expositions en 1923 et 1928.
Géza Faragó meurt en 1928 à Budapest. Sa sépulture se trouve au cimetière national de Fiumei út.

## Œuvre
Les tableaux Soir au bord du Danube, Clair de lune précoce, Matinée et Jeune paysanne à Seelfeld sont conservés à la Galerie nationale hongroise.

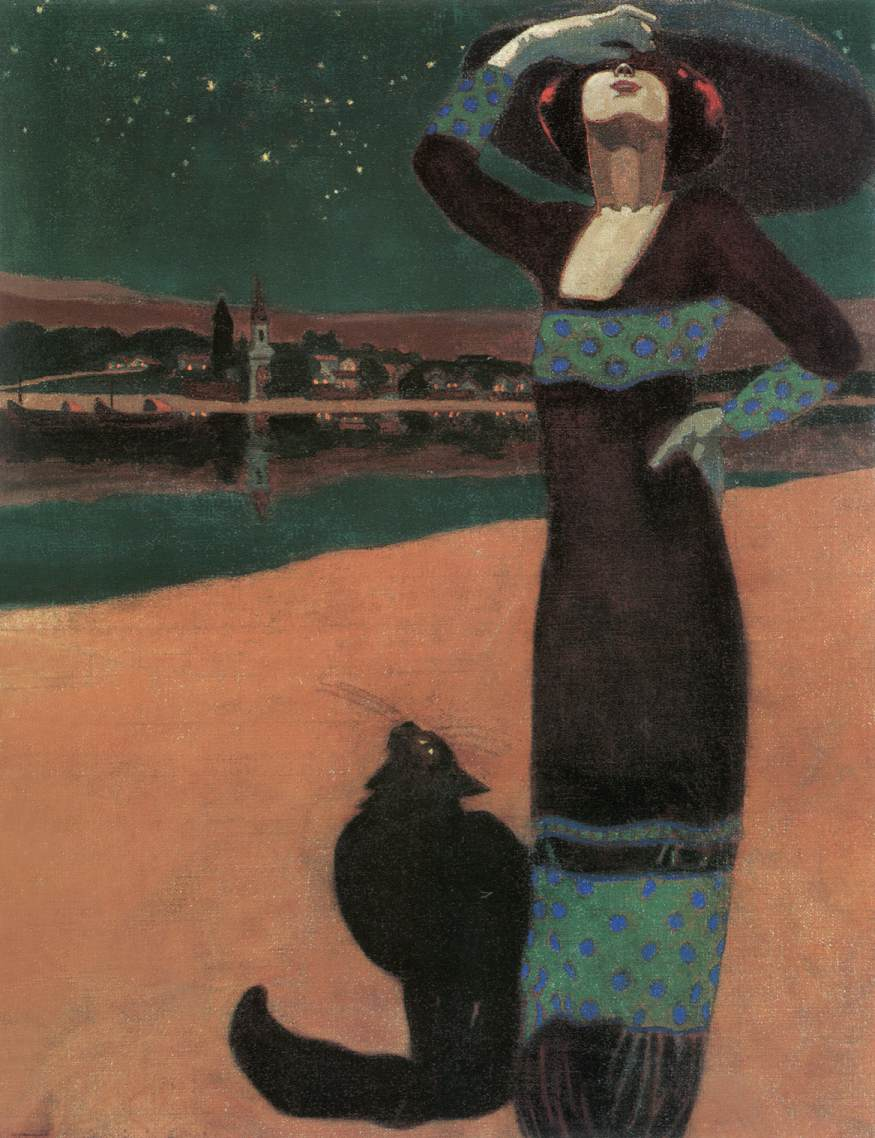
Femme élancée avec chat, 1913.